# 刘一民
刘一民（1955年—），中华人民共和国政治人物，四川南充人，中国共产党党员，第十一届全国人民代表大会贵州地区代表。

## 生平
毕业于中共贵州省委党校在职研究生班行政学专业。早年在遵义市任职，後转任中共贵州省委组织部副部长，六盘水市长，2008年，当选为第十一届全国人大代表。2008年至2011年担任中共六盘水市委书记。2012年出任贵州省人大常委会秘书长。